# Ballonnenfestival Hardenberg
Het ballonnenfestival in het Overijsselse Hardenberg is een jaarlijks terugkerend evenement waarbij diverse luchtballonnen vanaf de uiterwaarden van de Overijsselse Vecht opstijgen.

## Geschiedenis
Het luchtballonnenfestival begon in 1991 met slechts één luchtballon, wat vele kijkers trok. Door de grote belangstelling werden ook het jaar erna ballonnen opgelaten, wat uitgroeide tot een jaarlijks festival. Uiteindelijk werd dit een drie dagen omvattend feest waarbij elke avond maximaal 35 luchtballonnen de lucht in gaan.

## Ontwikkelingen
De laatste jaren luidt het ballonfestival de Klepperstadperiode in en worden rondom het luchtballonnenfestival ook andere festiviteiten worden georganiseerd, zoals Drakenbotenraces op de Vecht en bands die spelen in de feesttent. Zaterdagavond wordt er een afsluitend evenement georganiseerd, dat eerder gevierd werd met vuurwerk of een lasershow, maar de laatste jaren met een Nightglow waarbij de gasbranders in het donker op de maat van de muziek worden ontstoken. De evenementen vinden in het begin van de zomer plaats, en trekt jaarlijks duizenden bezoekers.
Het festival blijft afhankelijk van goed weer. In 2009 werden voor het eerst twee van de drie dagen afgelast door te harde wind. De laatste dag gingen de luchtballonnen ook later op dan normaal.